# Heterochromatin-Protein 1
Bei der Familie der Heterochromatin-Proteine 1 (HP1)  (auch „Chromobox-Homolog“, CBX) handelt es sich um hochkonservierte Adaptermoleküle, die eine Vielzahl essentieller Funktionen im Zellkern übernehmen. Hierzu zählen die epigenetische Genregulation, die Aufrechterhaltung der Genomstabilität und die Ausbildung einer „Plattform“ für den Wiederaufbau der Zellkerne in der Endphase der Mitose. Erstmals beschrieben wurde es 1986 von Sarah Elgin in Drosophila melanogaster als ein Protein, welches als mutierte Form mit der Unterdrückung der Positionseffekt-Variegation verbunden ist. 1991 wurde von Prim Singh nachgewiesen, dass HP1 ein hochkonserviertes Protein des Heterochromatin ist und eine fundamentale Rolle in der epigenetischen Regulation spielt.

## Isoformen
In Säugetieren gibt es die Isoformen HP1α, HP1β und HP1γ.

## HP1β
HP1β interagiert direkt mit der Histon-Methyltransferase Suv(3)9h1 und ist eine Komponente von perizentrischen und telomeren Heterochromatin. HP1β kann Dosis-abhängig Gene auf perizentrischem Heterochromatin stilllegen. Der Prozess des Stilllegens wird durch die Interaktion der HP1β-Chromodomäne und die Histonmodifikation Me(3)K9H3 vermittelt.